# Joel-Peter Witkin
Joel-Peter Witkin (nacido el 13 de septiembre de 1939 en Brooklyn, Nueva York) es un fotógrafo estadounidense.

## Biografía
Nacido de padre judío y madre católica, sus padres se divorciaron cuando era joven debido a sus irreconcialiables diferencias religiosas. Tiene un hermano gemelo llamado Jerome Witkin, que es pintor. 
Trabajó como fotógrafo de guerra entre 1961 y 1964 en la guerra de Vietnam. En 1967 decidió trabajar como fotógrafo freelance y se convirtió en el fotógrafo oficial de City Walls Inc. Estudió después escultura en la Cooper School Of Fine Arts de Brooklyn donde consiguió un título en artes en 1974. Después de que la Universidad de Columbia le concediera una beca terminó sus estudios en la Universidad de Nuevo México en Albuquerque donde consiguió su Master en Bellas Artes.
Según el propio Witkin su particular visión y sensibilidad provienen de un episodio que presenció siendo pequeño, un accidente automovilístico en el que una niña resultó decapitada. También cita las dificultades en su familia como una influencia. Su artista favorito y gran influencia es Giotto.
Sus fotos suelen involucrar temas y cosas tales como muerte, sexo, cadáveres (o partes de ellos) y personas como enanos, transexuales, hermafroditas o gente con deformaciones físicas. Sus complejos tableauxs a menudo evocan pasajes bíblicos o pinturas famosas. Esta naturaleza transgresora de su arte ha consternado a la opinión pública en repetidas ocasiones y ha provocado que lo acusen de explotador y que haya sido marginado como artista en diversas ocasiones.
Su acercamiento al proceso físico de la fotografía es altamente intuitivo que incluye manchar o rayar el negativo y una técnica de impresión con las manos en los químicos. Esta experimentación comenzó luego de ver un ambrotipo del siglo XIX de una mujer y su amante quien había sido arrancado.
En 1994 Witkin explicó lo siguiente en Seattle Times: "Mi trabajo muestra que mi trayectoria es apropiada para una persona despreocupada y amorosa."
Mientras que el Arte Pop de intelectuales devoró su trabajo, según una tendencia excelente, Lacan/Foucault estaba inspirado en terminar las críticas postmodernas, y Witkin en su búsqueda por lo divino no tocó para nada a la Coalición Cristiana. Cotizándose por objeto 20,000 dlls, la NEA le garantiza a Witkin haberlo recibido en 1992, además la NEA destaca negativamente en impreso de Witkin "El testículo"
Estrecho con la posibilidad de una Cara Estrujada", en su protesta anti-NEA en Washington en 1993.
Fanes celebran las habilidades de Witkin de hacer bello lo feo, y de defender su trabajo como un estallido al desaire de la clase del hombre para confrontar y abarcar lo objetivo. Pero otros como Keith Seward colaborador del foro del Arte en 1993 afirma que Witkin: generalmente pretende verse como "amante de lo no querido, de lo dañado, del paria", y tal aceptación incondicional, por lo general caracteriza su trabajo: como lo fue San Francisco de Asís, al beber pus del leproso, con el objeto, de sobreponer su repulsión a ellos. 
Witkin no es un fisgoneador, un explorador, o un prestamista, pero si una persona que dice sí a cualquier cosa cuestionable, aún a lo terrible. ¿Por qué en el banquete estrambótico de Witkin te agradaría decir si a la muerte, a los desmembrados o cualquier otra materia? Es una cierta clase de gusto hacia una forma extrema de culturismo múltiple, de respeto hacia lo que para Ud. es extraño, o más terrorífico.
En 1995, Germano Celant conservador de Arte Contemporáneo en el Museo Guggenheim de Nueva York y teniendo Witkin su retrospectiva, explica la importancia del fotógrafo como: Él, primero pule lo deformado, pero lo fundamental y lo aterrorizante deber ser la luz. De la forma, Witkin trabaja con Arbus y con Robert Mapplethorpe, para asegurar que la noción de la crueldad ya no es hostil pero es transformada un núcleo cognoscitivo, depurada de sus connotaciones obscuras y negativas.
A pesar de las controversias y a pesar del hecho de que las fotografías de Witkin llegaron al mundo del arte en el momento que los trabajos de fotografía raramente lo hacían, se le permitió la responsabilidad del "gran arte". Los impresos de Witkin insinuaron sus trayectorias como colección permanentes en los museos más actualizados del mundo, siendo otros, la Biblioteca Nacional de París, el MoMa de San Francisco, el Museo Stedelijk en Ámsterdam, el MoMa de Nueva York, el Whitney.
Algunas de las obras de Joel-´Peter Witkin son: Amour (Nuevo México, 1987), Siamese twins (Nuevo México, 1988), Daphne & Apollo (Los Ángeles, 1990), Cupid and Centaur in the Museum of Love (1992), Still Life Mexico (Ciudad de México, 1992), Waiting for de Chirico in the artists' section of purgatory (Nuevo México, 1994), Still Life with Breast (2001), What is poetry when we are so little (2002), Eve knighting Daguerre (2003), The Raft of George W. Bush (Nuevo México, 2006), Venus in Chains (2010) y Religion of Self Interest (Nuevo México, 2013).